# 尊室説
尊室説（そんしつ せつ、ベトナム語：Tôn Thất Thuyết / 尊室説、明命20年3月29日（1839年5月12日） - 維新7年（1913年）3月）は、ベトナム阮朝の官僚。字は博英（ベトナム語：Bác Anh / 博英）。咸宜年間に勤王運動を提唱、ベトナムの独立回復を目指そうとした。

## 生涯
明命20年（1839年）、尊室訂の次男として順化に生まれる。広南国主阮福瀕の末裔。
嗣徳35年（1883年）に嗣徳帝が崩御すると、尊室説は阮文祥・陳践誠と共に輔政大臣を務めた。阮文祥が官僚の任命を意のままにした一方で、尊室説は軍を掌握した。
嗣徳帝には子がなかったため、3人の甥（31歳の阮福膺禛（嗣徳帝の弟である瑞太公阮福洪依の次男）、19歳の阮福膺豉（嗣徳帝と阮福洪依の弟である堅国公阮福洪侅の長男）、そして14歳の阮福膺登（阮福膺豉の弟））を養子とした。3人の大臣たちは阮福膺禛を擁立して即位させた（育徳帝）が、わずか3日で廃位して、嗣徳帝の弟の協和帝を代わりに擁立した。大臣たちの専横に不満を持った協和帝は、尊室説を吏部尚書に異動させて軍権を取り上げようとし、またフランスにも接近したが、尊室説と阮文祥はフランス人がいない間に協和帝を殺して阮福膺登を皇帝に擁立した（建福帝）。建福帝の擁立に反対した陳践誠も後に殺害された。建福帝も2人の摂政に不満を持ったため、阮文祥と養母の学妃の密通を理由に阮文祥を排除しようとしたが、学妃に先手を打たれ、服用している薬に毒を盛られて毒殺された。
次に擁立された咸宜帝の治世中、フランスによる植民地化に対し尊室説は勤王運動を開始、檄文を発してフランスへの徹底抗戦を訴えた。尊室説は咸宜帝を山奥の新所城へ連れて行き、援軍を求めた。フランスは直ちに阮福膺豉を擁立した（同慶帝）。尊室説の子尊室談と尊室詥も咸宜帝と共に抗仏運動を続けた。同慶2年（1887年）11月、尊室説は清へ向かい、援軍を求めた。翌同慶3年（1888年）に咸宜帝がフランスに捕らわれると尊室談と尊室詥は殉死した。
尊室説は清で余生を過ごし、維新7年（1913年）に広東省連州で死去した。